# Санта-Барбара (департамент, Жужуй)
Департамент Санта-Барбара  (исп. Departamento de Santa Barbara) — департамент в Аргентине в составе провинции Жужуй.
Территория — 4448 км². По данным Национального института статистики и переписи населения в Аргентине на 2010 год численность жителей департамента была 17730 против 17115 человек в 2001 году, что составило рост на 3,6%. Плотность населения — 3,99 чел./км².
Административный центр — Санта-Клара.

## География
Департамент расположен на востоке провинции Жужуй.
Департамент граничит:
- на севере, востоке и юге — с провинцией Сальта
- на юго-западе — с департаментом Сан-Педро
- на северо-западе — с департаментом Ледесма

## Административное деление
Департамент включает 6 муниципалитетов:
- Санта-Клара
- Эль-Фуэрте
- Эль-Талар
- Пальма-Сола
- Виналито
- Эль-Пикете

## Важнейшие населенные пункты[3]
| № | Населённый пункт | Населённый пункт (исп.) | Категория | Население чел. (2010) | На карте                        |
| - | ---------------- | ----------------------- | --------- | --------------------- | ------------------------------- |
| 1 | Санта-Клара      | Santa Clara             | город     | 4298                  | 24°18′33″ ю. ш. 64°39′41″ з. д. |
| 2 | Пальма-Сола      | Palma Sola              | город     | 3791                  | 23°58′38″ ю. ш. 64°18′13″ з. д. |
| 3 | Эль-Талар        | El Talar                | город     | 2901                  | 23°33′30″ ю. ш. 64°21′44″ з. д. |
| 4 | Эль-Пикете       | El Piquete              | город     | 2521                  | 24°10′45″ ю. ш. 64°40′39″ з. д. |
| 5 | Виналито         | Vinalito                | поселок   | 757                   | 23°40′01″ ю. ш. 64°24′51″ з. д. |
| 6 | Эль-Фуэрте       | El Fuerte               | поселок   | 512                   | 24°15′41″ ю. ш. 64°24′58″ з. д. |
| 7 | Пуэнте-Лавайен   | Puente Lavayén          | поселок   | 213                   | 24°16′22″ ю. ш. 64°42′57″ з. д. |